# Референдумы в Швейцарии (1999)
Референдумы в Швейцарии проходили 7 февраля, 18 апреля и 13 июня 1999 года. В феврале проходили референдумы по изменению права избираться в Федеральный совет (одобрен), конституционное регулирование трансплантации органов (одобрено), по народной инициативе домовладение для всех (отклонён) и по поправке федерального закона о территориальном планировании (одобрен). В апреле прошёл Конституционный референдум по одобрению новой Конституции, котарая была одобрена.
В июне проводились референдумы по закону о беженстве (одобрен), по федеральной резолюции о беженстве и иностранцах (одобрен), по федеральной резолюции о медицинском использовании героина (одобрен), по федеральным законам о страховании по нетрудоспособности и по рождению ребёнка (оба отклонены).

## Предвыборная обстановка

### Новая Конституция
Национальный банк Швейцарии был последним центральным банком, который держал значительный золотой запас для поддержания национальной валюты
В новой Конституции убиралась связь между золотом и швейцарским франком, которая требовалась по старой Конституции.

## Результаты
| Месяц            | Вопрос                                                | За        | За   | Против    | Против | Пустых/ недействительных бюллетеней | Пустых/ недействительных бюллетеней | Всего     | Зарегистри- рованных избирателей | Явка | Кантоны за | Кантоны за | Кантоны против | Кантоны против |
| Месяц            | Вопрос                                                | Голоса    | %    | Голоса    | %      | Пустые                              | Недейств.                           | Всего     | Зарегистри- рованных избирателей | Явка | Полных     | Полу-      | Полных         | Полу-          |
| ---------------- | ----------------------------------------------------- | --------- | ---- | --------- | ------ | ----------------------------------- | ----------------------------------- | --------- | -------------------------------- | ---- | ---------- | ---------- | -------------- | -------------- |
| Февраль          | Права избрания в Федеральный совет                    | 1 287 081 | 74,7 | 436 511   | 25,3   | 34 504                              | 5 457                               | 1 764 453 | 4 641 615                        | 38,0 | 18         | 6          | 2              | 0              |
| Февраль          | Регулирование трансплантации органов                  | 1 501 925 | 87,8 | 209 263   | 12,2   | 46 216                              | 5 471                               | 1 762 875 | 4 641 615                        | 38,0 | 20         | 6          | 0              | 0              |
| Февраль          | Домовладение для всех                                 | 721 717   | 41,3 | 1 025 025 | 58,7   | 19 817                              | 5 410                               | 1 771 969 | 4 641 615                        | 38,2 | 3          | 0          | 17             | 6              |
| Февраль          | Изменение закона о территориальном планировании       | 952 482   | 55,9 | 750 130   | 44,1   | 53 715                              | 5 699                               | 1 762 026 | 4 641 615                        | 38,0 |            |            |                |                |
| Апрель           | Новая Конституция                                     | 969 310   | 59,2 | 669 158   | 40,8   | 23 335                              | 5 066                               | 1 666 869 | 4 642 854                        | 35,9 | 12         | 2          | 8              | 4              |
| Июнь             | Закон о беженстве                                     | 1 443 137 | 70,6 | 601 389   | 29,4   | 66 156                              | 7 282                               | 2 117 964 | 4 646 362                        | 45,6 |            |            |                |                |
| Июнь             | Федеральная резолюция о беженстве и иностранцах       | 1 447 984 | 70,8 | 595 908   | 29,2   | 68 695                              | 7 125                               | 2 119 712 | 4 646 362                        | 45,6 |            |            |                |                |
| Июнь             | Медицинское применение героина                        | 1 128 393 | 54,4 | 944 919   | 45,6   | 45 297                              | 6 760                               | 2 125 369 | 4 646 362                        | 45,7 |            |            |                |                |
| Июнь             | Федеральный закон о страховании по нетрудоспособности | 620 797   | 30,3 | 1 428 986 | 69,7   | 63 774                              | 7 102                               | 2 120 659 | 4 646 362                        | 45,6 |            |            |                |                |
| Июнь             | Федеральный закон о страховании по рождению ребёнка   | 822 458   | 39,0 | 1 286 824 | 61,0   | 19 146                              | 6 456                               | 2 134 884 | 4 646 362                        | 45,9 |            |            |                |                |
| Источник: Nohlen |                                                       |           |      |           |        |                                     |                                     |           |                                  |      |            |            |                |                |